# Пол Кепон
'(Гаррі) Пол Кепон (англ. Paul Capon; 18 грудня 1912, Кентон, Саффолк - 24 листопада 1969 року) — Англійський прозаїк, телевізійний драматург, редактор і продюсер, відомий своїми творами детективної, науково-фантастичної прози, а також інших жанрів. 
Народився у Кентон-Холлі (графство Саффолк), освіту здобув у приватному коледжі, під час Другої світової війни працював у службі тилу та технічним директором Агенції кінохроніки в Англії; після закінчення війни працював на багатьох кіно- та телестудіях (зокрема на англійських філіях "Ворнер Бразерс" та студії Волта Діснея). Також був редактором у трьох фільмах для Моріса Елві (1887-1967), керував кіновиробництвом і телепрограмами та очолював відділ кінематографії «Індепендент телевіжн ньюс» (англ. «Independent Television News», (1963-1967).
Він почав писати наукову фантастику на початку 1950-х років із трилогії Антигея, що стосується відкриття Контр-Землі, зазвичай прихованої за Сонцем. Загалом у царині фантастики йому належать утопії, а також романи про подорожі в часі, загублені цивілізації, іншопланетне вторгнення і марсіян.
Перша науково-фантастична публікація - роман «Інший бік Сонця» (The Other Side of the Sun, 1950). Роман-дебют Кепона поклав початок утопічної трилогії "Антигея", дія якої розгортається на знову відкритій планеті Сонячної системи, розташованої на орбіті Землі, але "по інший бік від Сонця". Мешканці Антигеї, що живуть у світі і внутрішній згоді, відтепер беззахисні проти вторгнення з далекої від утопії "першої" Землі. Продовження — «Інша половина планети» (The Other Half of the Planet, 1952) та "Додолу, на Землю" (Down to Earth, 1954). Також утопічний світ далекого майбутнього зображено у романі «До десятого тисячоліття» (Into the Tenth Millenium, 1956), куди наші сучасники потрапили завдяки новітні медичні ліки, що уповільнює обмін речовин у тілі.
Окрім того, Кепон відомий творами дитячої наукової фантастики: «Світ у затоці» (The World at Bay, 1953), «Диво-механізм» (The Wonderbolt, 1955), «Фобос — планета роботів» (Phobos, the Robot Planet, 1955; інша назва - «Втрата: місяць» (Lost, a Moon), «Політ часу» (Flight of Time, 1960).
Ще більший внесок автора до детективної літератури.

## Вибрана фільмографія
- Будинок біля дороги (фільм, 1934)[en] (англ. «The Great Yarmouth Mystery», 1934)
- Ясновидець (фільм, 1935)[en] англ. «The Great Yarmouth Mystery», 1935)
- Увімкніть гурт[en] англ. «Play Up the Band», 1935)
- Теплова хвиля (фільм, 1935)[en] англ. «The Great Yarmouth Mystery», 1935)
- Троянські брати[en] англ. «The Great Yarmouth Mystery», 1946)